# Altostratus
L'altostratus est un genre de nuage de l'étage moyen, situé à une altitude comprise entre 2000 et 5 000 m, pour une épaisseur de 500 jusqu'à 3 000 m,.
C'est un nuage stratiforme, c'est-à-dire en couche, dont les limites sont difficilement définissables. Il forme une vaste couche grise légèrement striée, qui laisse diffuser la lumière solaire sans ombre apparente au sol, comme au travers d'un verre dépoli. Lorsqu'il est épais, il entraine parfois des chutes de pluie ou de neige.
Il est relatif à un air stable, c'est-à-dire qu'il n'y a pas de mouvements d'air verticaux importants. On l'observe préférentiellement juste avant un front chaud (son arrivée rapide en annonce l'imminence) ou dans les occlusions peu actives de perturbation.

## Nuage vu d'avion
L'altostratus est un nuage de l'étage moyen qui peut déborder sur l'étage supérieur. Son épaisseur varie entre 1 000 m et 5 000 m.
Au-dessous du nuage
La base du nuage est relativement horizontale mais est souvent floue à cause des précipitations tombant du nuage sous forme de pluie ou de neige n'atteignant pas le sol (virga). Le nuage présente des parties suffisamment minces laissant entrevoir le Soleil ou la Lune.
À l'intérieur du nuage
L'altostratus peut avoir la structure d'une couche homogène de grande épaisseur mais très peu dense. La visibilité reste alors bonne à l'intérieur du nuage et l'on peut encore apercevoir la surface terrestre.
L'altostratus peut aussi avoir la structure d'un mille-feuille et être constitué de nappes nuageuses pouvant être « reliées » entre elles par des précipitations. La visibilité peut être alors mauvaise et même inférieure à 100 m. Des bancs d'altocumulus (ou de cirrocumulus) existent souvent au-dessus de ce nuage. Le givrage est en général faible. Il en est de même pour la turbulence sauf lorsque des altocumulus castellanus se développent en son sein.
Au-dessus du nuage
La surface supérieure d'un altostratus du premier type ressemble à un cirrostratus tandis que la surface supérieure de l'altostratus du deuxième type ressemble à celle d'un banc d'altocumulus.

## Variétés
Variétés :
- Altostratus translucidus
- Altostratus opacus
- Altostratus radiatus
- Altostratus duplicatus
- Altostratus undulatus